# V/H/S/99
V/H/S/99 es una película de terror de antología de metraje encontrado estadounidense de 2022, y es la quinta entrega de la franquicia V/H/S. La película presenta segmentos de Johannes Roberts, Vanessa y Joseph Winter, Maggie Levin, Tyler MacIntyre y Flying Lotus. Se estrenó el 16 de septiembre de 2022 en la categoría Midnight Madness del Festival Internacional de Cine de Toronto de 2022. Se lanzó como una Película Original de Shudder el 20 de octubre de 2022. Tras su lanzamiento, la película rompió récords de transmisión en Shudder y se convirtió en el estreno más visto de la plataforma, un título que antes ostentaba la entrada anterior, V/H/S/94.

## Argumento
La película se presenta como una recopilación de cinco narrativas diferentes ambientadas en 1999. A diferencia de las entradas anteriores de V/H/S, la película no tiene una narrativa marco que conecte cada segmento. En su lugar, se utilizan animaciones de stop-motion de soldados de juguete, creadas por Brady de "The Gawkers", como interludios.

### Shredding
- Escrita y dirigida por Maggie Levin

R.A.C.K., acrónimo de los miembros Rachel, Ankur, Chris y Kaleb, son una banda de punk rock que ama hacer bromas y regularmente graba sus travesuras en un programa web que conducen. Para su último video, la banda decide entrar ilegalmente en el Colony Underground, un antiguo local de música que se incendió tres años antes en un accidente eléctrico en el que fallecieron los cuatro miembros de la banda de punk Bitch Cat. Estos murieron después de ser pisoteados durante un caótico tumulto. La grabación luego se transforma en una cinta de demostración de Bitch Cat actuando y siendo entrevistados.
Regresando a la cinta principal, R.A.C.K. entra en el local condenado. Mientras el cuarteto explora el lugar, Ankur, el destinatario reacio de las bromas del grupo, advierte a Rachel sobre su miedo al bhuta, habiendo escuchado que poseen a cualquier persona que profane su lugar de descanso. Subiendo al escenario, hacen que Ankur crea que están siendo poseídos. Poco impresionado, Ankur se va enfadado, declarando que espera que los bhuta los atrapen.
Los tres miembros restantes producen muñecas sexuales inflables rellenas de gelatina y proceden a pisotearlas para recrear la estampida que mató a Bitch Cat. De repente, una voz fantasmal les dice al trío que 'se bajen de mi maldito escenario', justo antes de que Kaleb sea arrebatado en el aire. Mientras los restos ensangrentados y pulverizados de Kaleb caen desde arriba, Rachel y Chris intentan escapar. Bitch Cat, apareciendo como bhuta enfurecidos y zombificados, se apoderan de la cámara del grupo y se filman a sí mismos mientras desmiembran y decapitan a los miembros de R.A.C.K. La cinta se distorsiona para mostrar los restos reanimados y rudimentariamente reconectados de R.A.C.K., ahora poseídos por Bitch Cat, interpretando una de las antiguas canciones del último grupo en el escenario, mientras la cinta llega a su fin.

### Suicide Bid
- Escrito y dirigido por Johannes Roberts

La estudiante de primer año de la universidad, Lily, está desesperada por unirse a Beta Sigma Eta, la hermandad más prestigiosa de su campus. Lily realiza una "solicitud suicida", solicitando ingresar solo a una hermandad como su elección de reclutamiento, arriesgando la posible alienación si es rechazada. El esfuerzo parece dar sus frutos, ya que Lily es invitada a salir con las hermanas de Beta Sigma Eta. Las hermanas, encabezadas por Annie, llevan a Lily a un cementerio cercano donde, como parte de un ritual de iniciación, la desafían a pasar la noche enterrada en un ataúd. Las hermanas revelan que esto pretende recrear una leyenda urbana en la que otra estudiante de primer año, Giltine, fue desafiada a hacer lo mismo para ingresar a la misma hermandad 20 años atrás, solo para ser olvidada por sus compañeros de clase durante una semana. Se descubrió que había desaparecido cuando el ataúd fue desenterrado, y se rumoreaba que se había arrastrado al inframundo.
Lily entra en el ataúd con una caja, cuyo contenido se le dice que le proporcionará tranquilidad si su resolución falla, y una cámara de video para filmar su prueba. Las hermanas comienzan a gastarle bromas golpeando su ataúd. Abre la caja y descubre que contiene varias arañas grandes. Aterrorizada por las arañas y por una creciente sensación de claustrofobia, Lily hace sonar la campana que las hermanas instalaron en caso de emergencia, exigiendo que la saquen, pero las hermanas continúan riéndose de su tormento. Comienza una repentina tormenta justo cuando llega un coche de policía para investigar el ruido. Temiendo la expulsión por la iniciación, las hermanas huyen y acuerdan desenterrar a Lily por la mañana. Los agentes de policía hacen una investigación superficial del lugar, pero se van sin poder oír los débiles gritos de ayuda de Lily. Mientras continúa la tormenta, el ataúd se inunda parcialmente por el agua de lluvia. Justo cuando el agua deja de subir, un espectro, el espíritu inquieto de Giltine, perfora la tapa del ataúd y la ataca.
A la mañana siguiente, las hermanas de la hermandad encuentran la tumba abierta llena de agua y el ataúd misteriosamente vacío. Acuerdan nunca hablar del incidente. Esa noche, las hermanas se despiertan, enterradas en ataúdes. Lily, ahora convertida en un espíritu inquieto, aparece con Giltine en el ataúd de Annie y le dice a Annie que ha hecho un trato con Giltine, ofreciendo a las hermanas de la hermandad como víctimas sustitutas a cambio de que su alma sea perdonada. Las dos luego atacan mientras las hermanas de la hermandad gritan de terror.

### Ozzy's Dungeon
- Escrita por Zoe Cooper y Flying Lotus, dirigida por Flying Lotus

Ozzy's Dungeon es un programa infantil en el que jóvenes concursantes participan en desafíos físicos para tener la oportunidad de descender al calabozo titular y conocer a Ozzy, quien permitirá al ganador pedir un deseo. Durante el último desafío, en el que nadie había sido derrotado hasta entonces, la entusiasta Donna, cuyo deseo es ayudar a su familia empobrecida a salir de su deteriorado vecindario, resulta brutalmente y permanentemente herida por su rival concursante. Donna pierde el concurso después de que el presentador no detiene el desafío para que su lesión pueda ser atendida.
Años después, tras la cancelación de Ozzy's Dungeon, el antiguo presentador del programa despierta desnudo y encerrado en una jaula para perros, en el sótano de Debra, la dominante madre de Donna. Se va revelando que Debra ha preparado a su hija para ganar el programa a toda costa, con el objetivo de que pudieran escapar de Detroit. Con la ayuda de su sumiso esposo Marcus, su hijo Brandon y Donna, quien ahora usa una silla de ruedas y cuya pierna herida está gangrenada y en descomposición, Debra obliga al presentador a someterse a versiones tortuosas de los desafíos de Ozzy's Dungeon. Lo amenaza con arrojarle ácido si se niega a cumplir. A pesar de sus esfuerzos, no logra completar el recorrido a tiempo. El presentador ofrece llevar a la familia a Ozzy para que se cumpla su deseo.
El grupo se dirige al estudio vacío donde se filmó Ozzy's Dungeon. Al ver guardias armados vigilando la entrada principal, el presentador guía a la familia hacia el interior a través de la entrada trasera. Mientras atraviesan el set, se encuentran frente a la gran puerta de madera que supuestamente conduce al título de la mazmorra. La puerta es abierta por el ex asistente del presentador y se revela que conduce a una cueva. En su interior, la familia descubre a Ozzy en un altar, siendo adorado por el asistente y personas vestidas con la indumentaria de los concursantes del programa. Donna es llevada ante Ozzy para expresar su deseo, tras lo cual Ozzy convulsiona y da a luz a una criatura monstruosa. Concediendo el deseo de Donna, la criatura procede a disparar un rayo de su ojo hacia el presentador y la familia de Donna, lo que hace que se les derritan los rostros. La cinta termina con una sonrisa de Donna frente a la cámara.

### The Gawkers
- Escrito por Chris Lee Hill y Tyler MacIntyre, dirigido por Tyler MacIntyre

Brady es un joven adolescente que filma videos de animación de soldados de juguete en stop motion, las animaciones que se muestran entre los segmentos de la película, con la cámara de su hermano mayor Dylan. Mientras Brady graba su último video, Dylan irrumpe en su habitación y toma la cámara, que usa para filmarse practicando frases para conquistar chicas. Él y sus amigos Kurt, Mark y Boner excluyen a Brady de sus actividades, considerándolo un perdedor sin esperanza. Los amigos luego salen a gastar bromas a los residentes del vecindario y entre ellos, y realizan trucos en el parque de skate local. El grupo también descubre un gran pedazo de piel de serpiente cerca de un campo, retando a Boner a comerlo por 50 centavos.
Después de ocultar la cámara y usarla en un intento de obtener fotos secretas upskirt de dos chicas, los adolescentes se obsesionan con Sandra, una atractiva rubia que se mudó a la casa frente a la casa de Brady y Dylan, y cuyo jardín es decorado con varios bustos de piedra. Mientras los chicos la filman lavando su auto desde la ventana de Brady, son interrumpidos por un repartidor que le entrega a Sandra una computadora. Más tarde, Brady conoce y se hace amiga de Sandra, quien lo invita a su casa mientras intenta patinar, para sorpresa y celos de Dylan. Tras el regreso de Brady, Kurt, Mark y Boner lo felicitan por su nueva relación con Sandra. Cuando le ruegan información, Brady les dice que Sandra lo invitó a regresar para ayudar a configurar una nueva cámara web. Dylan y sus amigos reclutan a Brady para que cumpla su promesa, presionándolo para que instale software espía en su computadora, con la intención de piratear su cámara web con la esperanza de verla desnuda.
Brady acepta de mala gana y regresa a la casa de Sandra esa noche. Aunque casi lo atrapan, logra instalar el software espía, a pesar de sentirse atormentado por la culpa por espiar a Sandra y traicionar su confianza. Sin molestarse, Dylan y sus amigos observan a Sandra mientras se desnuda mientras Brady sale de la habitación. Los niños se horrorizan al ver a Sandra arrancarle el cuero cabelludo, descubriendo cabellos hechos de serpientes y revelando que en realidad es una gorgona. Sandra parece darse cuenta de lo que hacen los chicos a través de la cámara web y salta desde su ventana a su casa. Ella irrumpe en la habitación de Dylan y los ataca, matando a Kurt, Mark y Boner. Mientras Dylan huye, Brady llega e intenta razonar con Sandra y se disculpa por violar su privacidad. Al no aceptar su disculpa, Sandra convierte a Brady en piedra y luego procede a petrificar a Dylan también. Ahora completamente transformada, se acerca lentamente a la cámara, atrapada en la mano pétrea de Dylan, mientras la cinta llega a su fin.

### To Hell and Back
- Escrito y dirigido por Vanessa & Joseph Winter

El 31 de diciembre de 1999, en la víspera de Año Nuevo, los mejores amigos y videógrafos Nate y Troy han sido contratados por lo que resulta ser un aquelarre de brujas. Su tarea es filmar a las brujas realizando un ritual en el que una mujer llamada Kirsten se ofrece como recipiente para un poderoso demonio conocido como Ukabon. A pesar de aceptar filmar el ritual, Nate se muestra notablemente escéptico acerca de sus clientes y cree que el ritual podría ser una broma. Las brujas que realizan el ritual les dicen al dúo que aunque llaman a Ukabon, no lo invocarán hasta la medianoche del nuevo milenio, cuando el velo entre la Tierra y el Infierno esté en su punto más delgado. Cuando comienza el ritual, Ferkus, un demonio no invitado que ha interrumpido los rituales del aquelarre en el pasado, hace su presencia notar. Mientras las brujas intentan expulsarlo, Ferkus agarra a Nate y Troy y los arrastra bajo el altar de las brujas.
A medida que su cámara vislumbra a Ferkus retrocediendo, Troy descubre lentamente que él y Nate han sido enviados al Infierno. El dúo se encuentra con demonios sedientos de sangre, trampas peligrosas y cuerpos mutilados esparcidos por todo el paisaje cavernoso, lo que lleva a que Nate se arme con un rastrillo abandonado como medio de protección. Mientras avanzan a través del Infierno, Nate y Troy se cruzan con Mabel, una alma condenada que habla en términos arcaicos y que puede darse cuenta de que son mortales, lo que los hace irresistibles para los demonios hambrientos. Ella decide ayudarlos a escapar llevándolos hasta Ukabon, a quien odia, a cambio de que los dos escriban su nombre en el libro de hechizos de las brujas. Nate y Troy también recuerdan cómo las brujas les dijeron que el velo entre la Tierra y el Infierno es más débil a medianoche, y como Ukabon es el único conducto a través del cual el dúo puede regresar a la Tierra, solo les quedan minutos para encontrarlo antes de quedar atrapados en el Infierno para la eternidad.
Mientras cruzan el Infierno, el grupo se encuentra con más demonios, y Nate y Troy discuten constantemente sobre su situación, confundiendo a Mabel con su forma moderna de hablar. Finalmente, el grupo entra en una cueva donde encuentran a Ukabon, rodeado por un culto de demonios enmascarados, preparándose para entrar en el cuerpo de Kirsten. Los miembros del culto demoníaco atacan al trío, pero Nate y Troy logran matarlos. A medida que se acerca rápidamente la medianoche, Nate y Troy gritan a Mabel que venga con ellos a la Tierra. Desafortunadamente, es apuñalada por uno de los miembros del culto, recordándoles que escriban su nombre en el libro. Los dos amigos saltan al estómago cavernoso de Ukabon justo cuando comienza el ritual. El dúo regresa con éxito a la Tierra, aunque Nate posee el cuerpo de Kirsten. Furiosas porque su ritual ha fallado, las brujas matan a Nate y Troy antes de discutir entre ellas sobre lo que salió mal. Un Troy moribundo usa su sangre para escribir el nombre de Mabel en el libro que las brujas usaron para invocar a Ukabon, luego sucumbe a sus heridas antes de que termine la grabación.
La cinta regresa al segmento anterior, mostrando los cuerpos de piedra de Dylan y Brady antes de que la batería de la cámara se agote.
Al final de los créditos, se puede escuchar a las brujas realizando su ritual nuevamente, esta vez llamando el nombre de Mabel, insinuando que ella regresará a la Tierra.

## Reparto
| "Shredding" - Verona Blue como Deirdre - Dashiell Derrickson como Chris Carbonara - Tybee Diskin como RC - Jackson Kelly como Kaleb - Jesse LaTourette como Rachel - Kelley Missal como Jessie - Melissa Macedo como Jessie Deux - Aminah Nieves como Charissa - Keanush Tafreshi como Ankur | "Suicide Bid" - Ally Ioannides como Lily - Isabelle Hahn como Annie - Brittany Gandy como Lucy - Logan Riley como Hannah | "Ozzy's Dungeon" - Steven Ogg como El Presentador - Amelia Ann como Donna - Sonya Eddy como Debra - Jerry Boyd como Marcus - Charles Lott Jr. como Brandon - Stephanie Ray como Ozzy - Lauren Powers como Fisicoculturista | "The Gawkers" - Luke Mullen como Dylan - Emily Sweet como Sandra - Tyler Lofton como Kurt - Duncan Anderson como Boner - Ethan Pogue como Brady - Cree Kawa como Mark - Janna Bossier como Mamá - Wallis Barton como Emma - Hannah Kat Jones como Cassidy - Danny Jolles como Repartidor | "To Hell and Back" - Joseph Winter como Troy - Archelaus Crisanto como Nate - Melanie Stone como Mabel - James C. Morris como Furcas - Kim Abunuwara como Jane - Ehab Abunuwara como Esposo - Vickie Hayden como Bruja Vickie - Perla Lacayo como Bruja Alex - Ariel Lee como Wormaid - Tori Pence como Kirsten - Dustin Watts como Ukoban - Coe-Jane Weight como Abuela Great |

## Producción
En septiembre de 2021, el productor Josh Goldbloom afirmó que una secuela solo sería posible si V/H/S/94 tenía éxito con la audiencia en streaming. Poco después de su lanzamiento a través de Shudder, V/H/S/94 rompió récords de audiencia para la compañía de streaming, lo que generó una prisa por producir una secuela a tiempo para el año siguiente.
La película se creía que se titulaba V/H/S/85 después de una publicación eliminada en redes sociales por el actor Freddy Rodriguez en abril de 2022. El servicio de streaming Shudder se encargaría de la distribución, como lo hizo con la entrega anterior. Sin embargo, la confirmación oficial de la película, titulada V/H/S/99, llegó en julio de 2022 a través de Bloody Disgusting, que coprodujo la película junto con Studio71, Radio Silence Productions y Cinepocalypse Productions. Se describió que la película tiene lugar en los "últimos días analógicos del punk rock de VHS". Flying Lotus, Johannes Roberts, Vanessa y Joseph Winter, Maggie Levin y Tyler MacIntyre fueron anunciados como directores, con Goldbloom, Brad Miska, David Bruckner, Chad Villella, Matt Bettinelli-Olpin, Tyler Gillett y James Harris como productores. El aparente V/H/S/85 resultó ser otra entrega de la franquicia, que fue anunciada oficialmente el 8 de octubre de 2022. David Bruckner, Scott Derrickson, Gigi Saul Guerrero, Natasha Kermani y Mike P. Nelson fueron anunciados como directores, con una ventana de lanzamiento en 2023 a través de Shudder.
Goldbloom reveló que el primer enfoque de los productores a Shudder fue una película ambientada en Navidad, provisionalmente titulada V/H/Xmas, así como una película ambientada en la época medieval. Shudder finalmente rechazó estas propuestas a favor de V/H/S/99.

## Lanzamiento
V/H/S/99 se estrenó el 16 de septiembre de 2022 en la categoría Midnight Madness del Festival Internacional de Cine de Toronto de 2022. Su debut en los Estados Unidos fue en el Fantastic Fest de 2022 el 25 de septiembre de 2022. La película también se proyectó en el Festival de Cine de Sitges de 2022 en Barcelona el 12 de octubre de 2022 y en el Festival de Cine de Terror de Brooklyn de 2022 el 14 de octubre de 2022. La película se lanzó en Shudder el 20 de octubre de 2022.

## Recepción

### Audiencia
V/H/S/99 batió récords de streaming en Shudder tras su lanzamiento. En sus primeros cuatro días de estreno, la película registró un 28% más de espectadores únicos que el poseedor del récord anterior, V/H/S/94, que se estrenó en la plataforma en 2021. V/H/S/99 también representó casi el 22% de todas las transmisiones a pedido en Shudder durante el mismo período y fue la película más vista de AMC+ durante el fin de semana.
Craig Engler, el GM de Shudder, dijo: "Según todas las métricas, V/H/S/99 ha sido un éxito arrollador, con suscriptores viendo en números récord y debatiendo en las redes sociales sobre cuál fue su segmento favorito de la antología. Estamos encantados de que la revitalización de la serie siga siendo aceptada por nuestra audiencia y ya estamos deseando el V/H/S/85 del próximo año".

### Respuesta de la crítica
En el sitio web agregador de reseñas Rotten Tomatoes, el 76% de las opiniones de 54 críticos son positivas, con una calificación promedio de 6/10. El consenso del sitio web dice: "Como la mayoría de las antologías, V/H/S/99 tiene sus altibajos, pero más a menudo que no, esta colección de cortometrajes continúa el reciente repunte creativo de la franquicia". Metacritic, que utiliza un promedio ponderado, asignó a la película una puntuación de 58 sobre 100, basada en 12 críticos, lo que indica "críticas mixtas o promedio".
Matt Donato de IGN elogió la película como "la apuesta más grande en la franquicia V/H/S hasta ahora", elogiando el uso de efectos prácticos y la representación de fobias comunes, como el miedo a las arañas o ser enterrado vivo, para generar ansiedad y terror. Concluyó afirmando que "V/H/S/99 capitaliza la diversión frenética de metraje encontrado, aúlla con caos de blitzkrieg y sigue explotando como un paquete de petardos que le encanta verte retorcer", y le dio una calificación de 7/10.
Escribiendo para Dread Central, Emily Gagne afirmó que la película "puede ser la secuela de V/H/S más simple y simplificada hasta el momento". Elogió el diseño de producción y el factor de nostalgia incorporado en la película, afirmando que "[V/H/S/99] tiene el potencial de convertirse en un clásico de las fiestas de pijamas" y le dio una calificación de 3/5 estrellas. En una reseña para That Shelf, el crítico Victor Stiff elogió la película, afirmando que "[V/H/S/99] es una de las raras antologías de terror con películas sólidas en todos los aspectos. Los cinco cortos ofrecen a la audiencia algo sustancioso para disfrutar".
En una reseña mixta para Variety, el crítico Dennis Harvey escribió que "[l]os mejores episodios son simplemente lo suficientemente buenos, y los peores son simplemente tediosos". Harvey elogió las "divertidas animaciones de soldaditos de juguete en stop-motion" que sirven como interludios entre los segmentos de la película, pero concluyó que V/H/S/99 "proporciona un reloj cómodo pero decepcionante en la franquicia sin puntos culminantes memorables".

## Secuela
Una secuela titulada V/H/S/85 fue anunciada oficialmente el 8 de octubre de 2022 en un panel de discusión de la New York Comic Con que promocionaba V/H/S/99. Al igual que su predecesora, la película se lanzará como una producción original de Shudder, con los directores David Bruckner, Scott Derrickson, Gigi Saul Guerrero, Natasha Kermani y Mike P. Nelson involucrados en el proyecto. La película se filmó en secreto en paralelo con V/H/S/99. Se estrenó el 6 de octubre de 2023.